# Thai templomépítészet

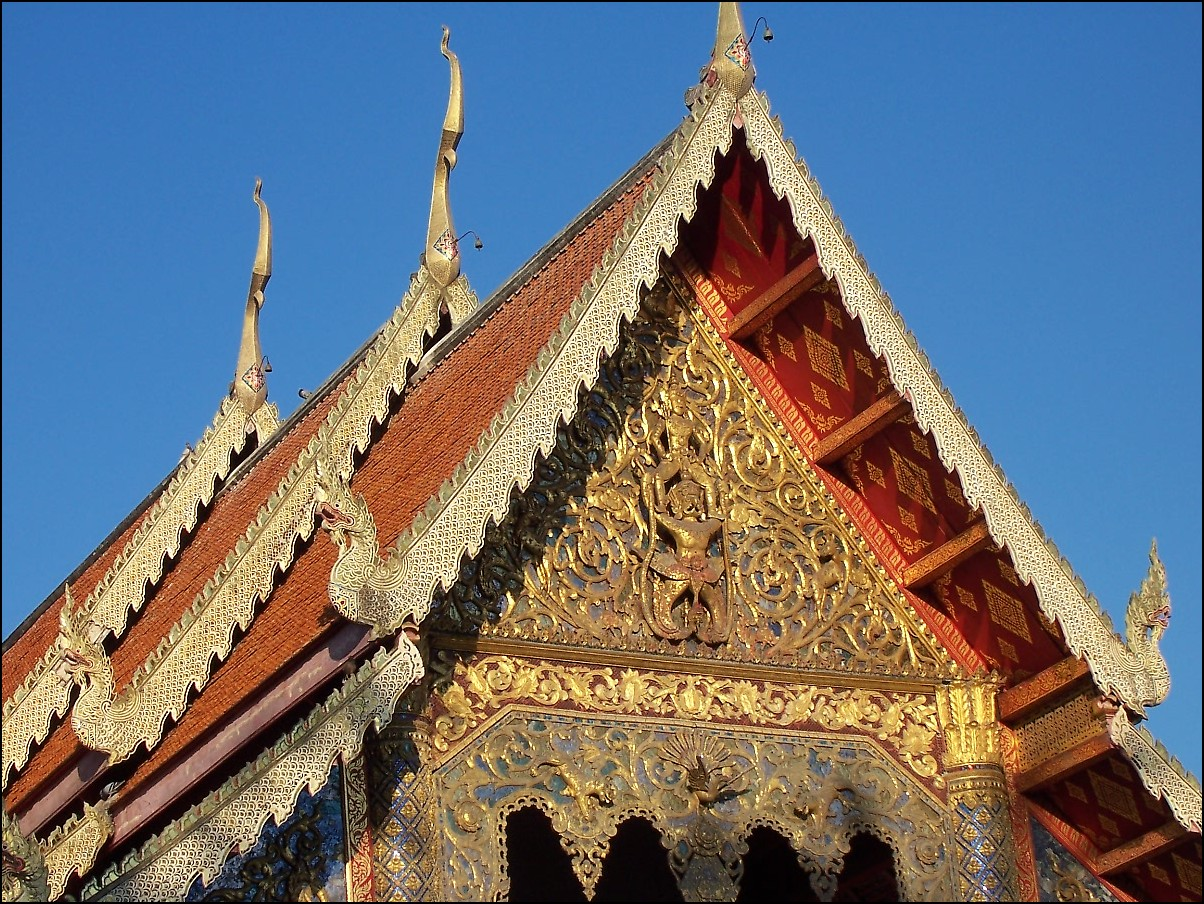
A Vat Phra Szingh főtemplomának teteje és csúcsdíszei Csiangmaj városban

A thaiföldi templomokat úgy nevezik, hogy "vat", amely a páli váta szóból ered, amelynek jelentése "elkerített terület", utalva a templomkolostorok kerítéseire, amelyek a laikus és az egyházi világokat választják szét.

## Vat építészet

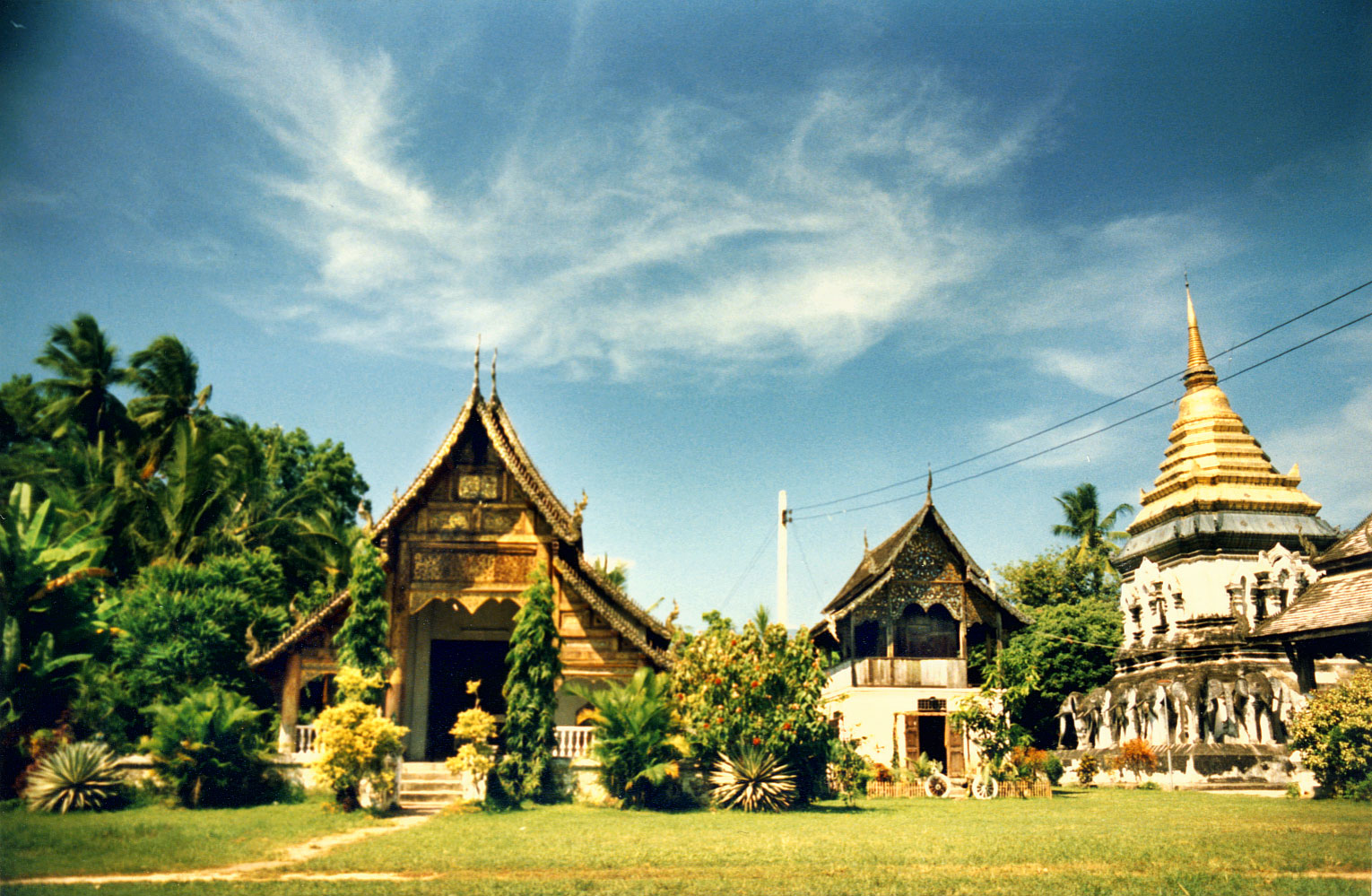
Vat Csiang Man, balról jobbra: az uboszot, a ho trai és a csedi.

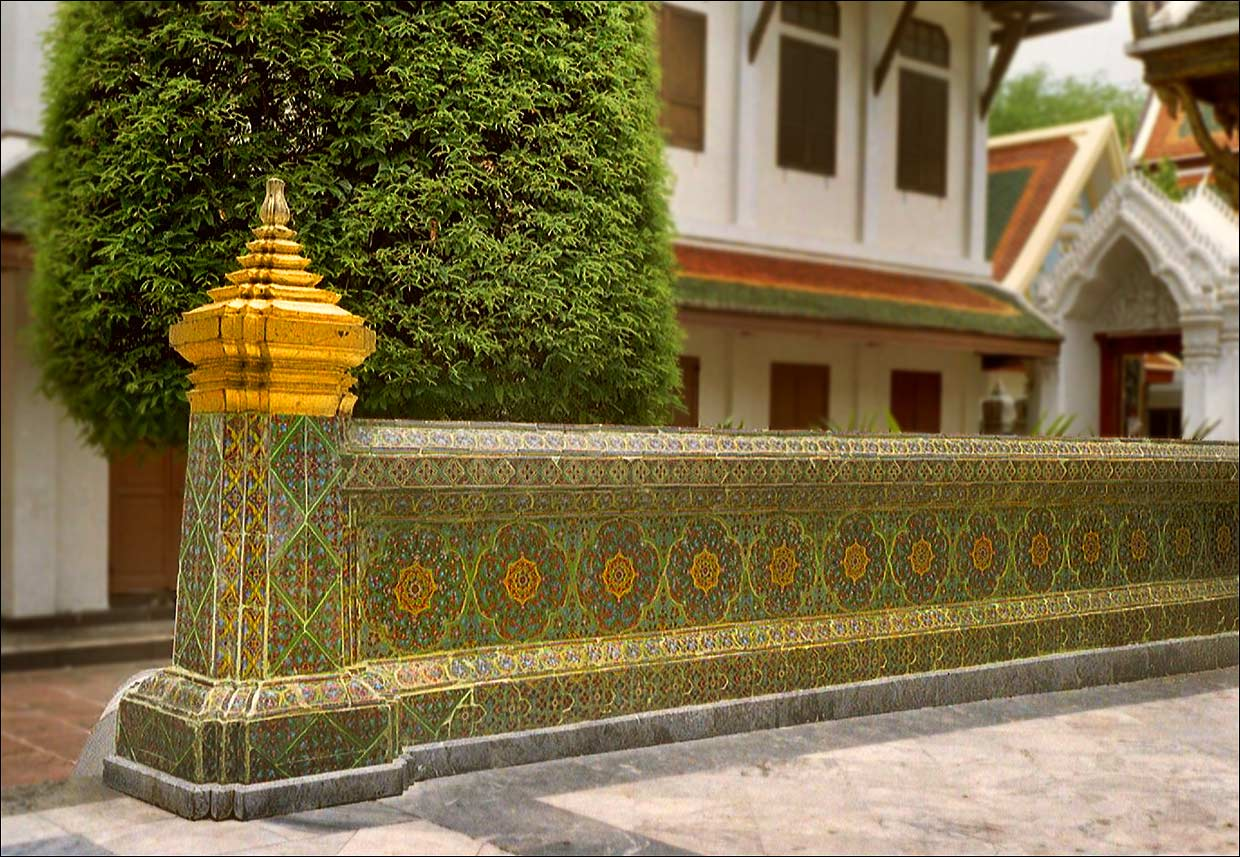
A bangkoki Ratcsabophit templomot körbevevő kamphaeng kaeo (kristályfal)

A thaiföldi kolostortemplomok építészete több változáson esett át a történelem során. Annak ellenére, hogy sokféle elrendezésben és stílusban jelennek meg, mégis ugyanazon fő szempontokhoz igazodnak.
Néhány kivételt leszámítva, a thai templomoknak két fő részből állnak: phutthavat és szangkhavat.

### Phutthavat
A phutthavat (thai: พุทธาวาส) a Buddhának szentelt terület, amely általában több épületből tevődik össze:
- csedi (เจดีย์) – vagy más néven sztúpa, amely leggyakrabban egy harang alakú torony, amelyet gyakran borítanak aranylevelekkel és amelybe rendszerint elhelyeznek egy ereklyetermet is.
- prang (ปรางค์) – a khmer típusú templomtornyok thai változata, főleg a Szukhotaj és az Ajutthaja korokból származó templomoknál.
- uboszot agy bot (อุโบสถ vagy โบสถ์) – a vatok legszentebb területe, a rendfelvételi terem, amelynek szent területét nyolc szema kő (Paj szema, ใบเสมา) jelöli.
- vihan (วิหาร) – a thai templomokban ezekben találhatóak az ereklye termek, ahol a főbb Buddha-szobrok (Buddharúpa) állnak. Ez a szerzetesek (bhikkhuk és bhikkhunik) és a világi emberek gyülekezőterme is egyben.
- mondop (มณฑป) - egy specifikus tér vagy kereszt alakú épület vagy szentély, amelynek a thai templomépítészetben olykor spirális teteje van. Ez egy szertartásos szerkezeti forma, amelyet különböző épületekhez szoktak használni. Lehetnek benne ereklyék, szent szövegek vagy sírhelyek is. A khmer vagy indiai templomok mandapáival ellentétben, amelyek egy nagyobb szerkezet részei, a thai mondop egy szabadon álló, önálló egység.
- ho trai (หอไตร) – a templom könyvtár vagy irattár, amelyben a szent Tipitaka szövegek találhatók. Olykor mondop formában, kockaalakban épültek és a piramisszerű tetőzetet oszlopok tartják.
- szala (ศาลา) – árnyékot adó, nyitott pavilon, amely pihenésre szolgál.
- szala kan parian (ศาลาการเปรียญ) – egy nagy nyitott terem, ahol a világi emberek vallásos tanításokat kaphatnak és szertartásokon vehetnek részt. Itt tartják a délutáni imádkozásokat is. Szó szerinti jelentése: "terem, amelyben a szerzetesek tanulnak a vizsgára".
- ho rakhang (หอระฆัง) – a harangtorony a szerzetesek reggeli ébresztésére szolgál illetve a reggeli és esti szertartások jelzésére.
- phra rabiang (พระระเบียง) – előfordul, hogy a szent belső udvart perisztülion veszi körbe.
- a phuttavat területhez tartozhatnak egyéb épületek is, mint például iskola vagy égetőkemence is. Az épületek gyakran gazdagon díszítettek olyan elemekkel, mint például a csofák.

### Szangkhavat
A szangkhavat (สังฆาวาส) a szerzetesek élőhelyét jelenti. Ez szintén a templomkomplexumot körülvevő falon belül helyezkedik el. A szangkhavat területén a következő épületek szerepelhetnek:
- Kuti (กุฏิ) – eredetileg egy cölöpökre épült kis ház volt és egy szerzetes lakhelyeként szolgált, meghatározott méretben (4.013 x 2.343 méter). A modern kutik ma már lakóházakká nőttek, amelyben kis szobák vannak a szerzetesek részére.
- 'ho rakhang' - a szangkhavat területén is állhat harangtorony, sőt 'szala kan parian', azaz szertartási terem is.
- egyéb épületek: a konyha és a tisztálkodó helyiségek is a szangkhavat területén vannak.

## Templom elemek

### Tetőformák
A thai templomok fontos része a több szintes díszített tetőszerkezet, amelyek nem funkcionálisak, csupán esztétikai szerepük van. Legtöbbször két-három szintet alkalmaznak, de egyes királyi templomnak akár négy tetőszintje is lehet.
Mivel a templomok termei méretesek, ezért a fölöttük lévő tetőszerkezet hatalmas, amelyet úgy kecsesítenek, hogy a legalsó tetőszint a legnagyobb és a fölötte lévő szintek egyre kisebbek. Gyakori a szinten belüli tetőtörés is, amellyel tovább javítják a tetőszerkezet légies megjelenését. A északi templomok esetében nagyobb a tető felülete ugyanis mélyebben leszalad a föld irányába, eltakarva az épület oldalfalainak nagyobb részét. Az alacsonyabb tetőemeletek előrenyúlnak a bejárat irányába. Az ország középső területein kevésbé nyúlik túl a tető a ház oromzatán.

### Tetővégződések
A legtöbb díszítést a tető hosszú és vékony oromzathoz rögzítik. A díszes szerkezet helyi elnevezése a lamjong.
a lamjong alakja hullámos, amely a mitológiai kígyóisteneket (nágák) szimbolizálja. A pengeszerű kitüremkedés neve paj raka, amely a nágák uszonyait, valamint a garuda lények (félig ember, félig madár) tollait jelképezi. Az alatt lévő végződés a hang hong, amely általában felfelé fordított nága fejre emlékeztet, amelyet ábrázolhatnak lángszerűen vagy több fejjel. A többemeletes vagy több-törésű tetőkön elhelyezett hang hong végződések megegyeznek minden szakasz alján.
A lamjong legtetejére hatalmas faragott díszt helyeznek, ún. csofát, amely madárcsőrre emlékeztet és esetleg a garudákat jelképezi.

## Népszerű ikonok
A 10. század során a thai théraváda buddhizmus és a hinduizmus keveredtek és a thai ikonográfiába bekerültek hindu elemek is. A legnépszerűbb alakok közé tartozott a négykarú Visnu, a garuda, a nyolckarú Siva, az elefántfejű Ganésa, a kígyó vagy sárkányszerű nágák és az óriásokat elűző Jaksa.

## Kapcsolódó szócikkek

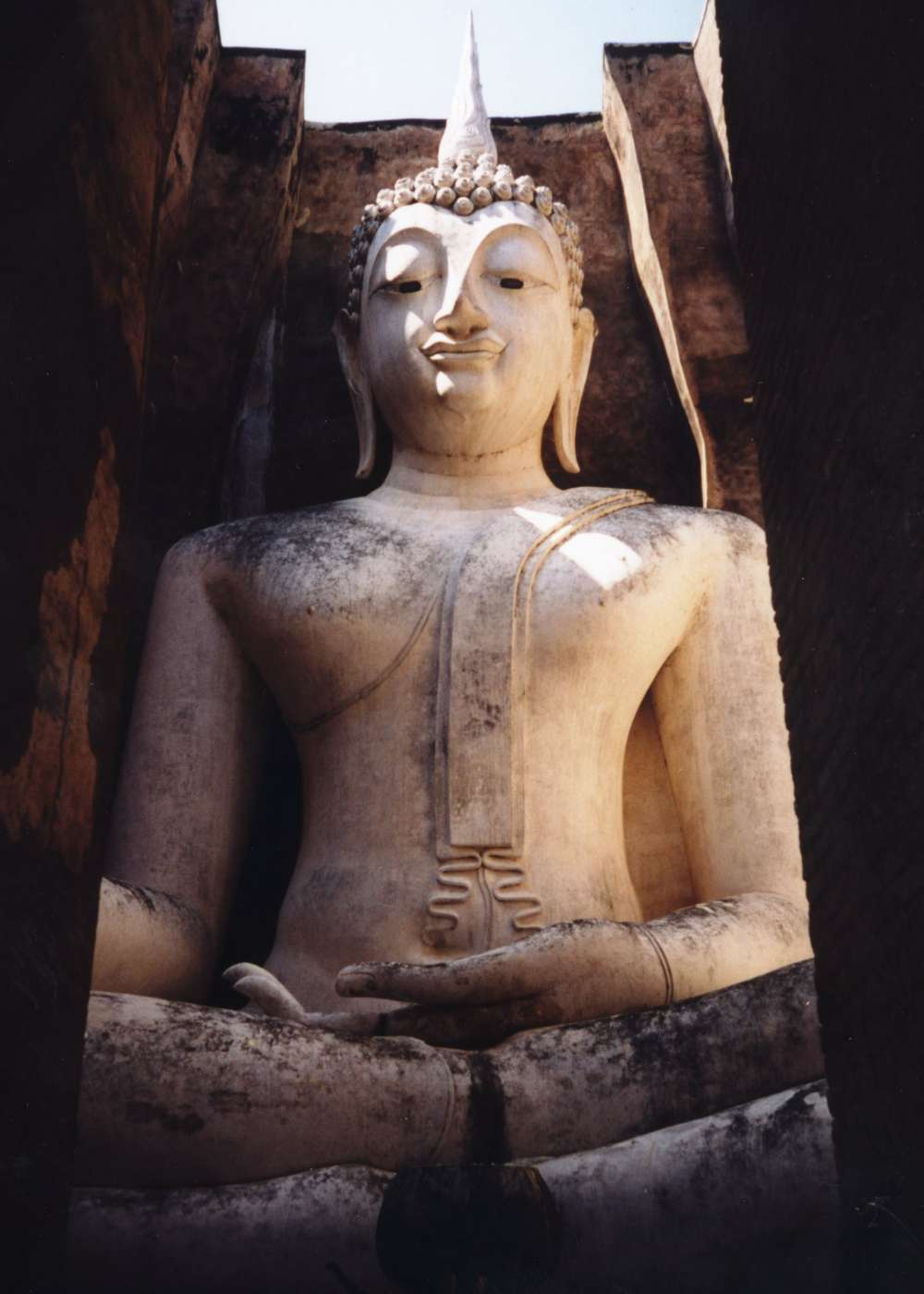
Vat Szi Csum, Szukhothaj Történelmi Park

### Buddha-ábrázolások
- Gautama Buddha ikonográfiája Laoszban és Thaiföldön
- Buddha ábrázolása Thaiföldön

### Szobrok és díszek: istenek, démonok és mitológiai lények
- Apszara
- Eravan
- Ganésa
- Garuda
- Hanuman
- Indra
- Kinnara
- Kirtimukha
- Nága
- Ráma
- Ravana
- Siva
- Visnu
- Jaksa

### Építészeti elemek
- Csofa

### Általános
- Thaiföld művészete
- Buddhista templomok Thaiföldön
- Buddhizmus Thaiföldön
- Meru-hegy